# Communauté de communes des Monédières
Die Communauté de communes des Monédières ist ein ehemaliger französischer Gemeindeverband mit der Rechtsform einer Communauté de communes im Département Corrèze in der Region Nouvelle-Aquitaine. Sie wurde am 3. Dezember 2003 gegründet und umfasste vier Gemeinden. Der Verwaltungssitz befand sich im Ort Saint-Augustin.

## Historische Entwicklung
Der Gemeindeverband wurde mit Wirkung vom 1. Januar 2017 aufgelöst und seine Mitgliedsgemeinden auf die Tulle Agglo und die Communauté de communes de Ventadour-Égletons-Monédières aufgeteilt.

## Ehemalige Mitgliedsgemeinden
1. Chaumeil
2. Meyrignac-l’Église
3. Saint-Augustin
4. Sarran